# SMS Hansa (1898)

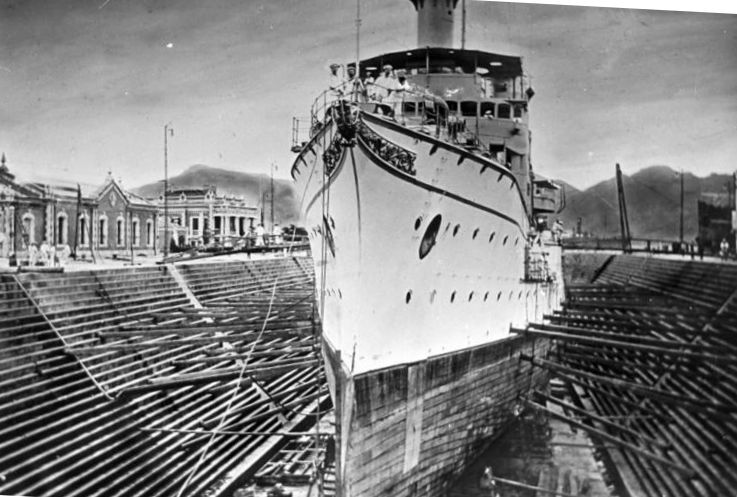
El SMS Hansa en dique seco

El SMS  Hansa fue un crucero protegido de la Armada imperial alemana, perteneciente a la clase Victoria Louise construidos poco antes de la entrada del siglo XX.

## Construcción
El Hansa, fue botado por los astilleros Stettiner Maschinenbau AG Vulcan el 12 de marzo de 1898. Los buques de la clase, incluido el SMS Hansa, fueron construidos principalmente como buques oceánicos, e incluían una proa tipo clipper, que después sería típica en todos los grandes cruceros alemanes. Su coste de producción ascendió a 10 270 000 de marcos de oro.

## Diseño

### Dimensiones y maquinaria
El Hansa tenía una eslora de 109,8 m a nivel de la línea de flotación y total de 110,69 m, con una manga máxima de 17,42 m y un calado máximo de 6,90 m. Tenía un desplazamiento estándar de 5660 t y de 6491 t a plena carga. El buque usaba para desplazarse 3 máquinas de vapor de triple expansión que accionaban tres hélices con una potencia de 10 000 cv, que le proporcionaban una velocidad máxima de 19,5 nudos.
Entre 1905 y  1911, los buques de la clase Victoria Louise fueron modernizados. Se reemplazaron sus calderas, y sus tres chimeneas originales fueron reducidas a dos.

### Blindaje y armamento
El Hansa estaba protegido por una placa de blindaje de 101 mm en su cubierta. Su armamento, estaba compuesto por una mezcla de calibres. Su armamento principal, consistía en dos cañones de 204 mm montados en torretas simples, una a proa y otra a popa. Su batería secundaria, estaba formada por ocho cañones de 150 mm montados en casamatas, 4 a lo largo de cada banda, junto a 10 piezas de 88 mm, también en casamatas, dispuestas a lo largo de las bandas. El buque, también estaba armado con tres tubos lanzatorpedos de 450 mm.

## Historial de servicio
Después de realizar las pruebas y entrenamiento de su tripulación es destinado a la estación naval de la colonia alemana de Tsingtau en China, zarpando de Kiel el 16 de agosto de 1899 y realizando escalas entre otras en Haifa , Colombo y Singapur arriba a su base el 15 de marzo de 1900. Durante el Levantamiento de los bóxers patrulla en junio del mismo año en el río Hai en las cercanías de Taku integrando una escuadrilla internacional que ataca los fuertes emplazados en aquel puerto, realizando ataques a otros fuertes costeros durante el mes de agosto.
En octubre de 1900 visita el puerto de Nagasaki zarpando hacia Hong Kong , donde permanece efectuando reparaciones entre finales de diciembre hasta principios de marzo de 1901. El 31 de marzo es enviado a Australia para representar a Alemania durante las celebraciones de la Fundación de la Mancomunidad de Australia, arribando a Melbourne el 1 de mayo de 1901 y visitando a continuación el puerto de Sídney y regresando a Tsingtau en junio de ese mismo año. Se ordena su vuelta a Alemania en julio de 1906.
Es apartado del servicio en Danzig en octubre de 1906, para a continuación entre abril de 1907 hasta marzo de 1909 sufrir modificaciones como la eliminación de una de sus tres chimeneas y retirársele parte del armamento original. Con fecha  de 1 de abril de 1909 es vuelto a ser dado de alta para el servicio y destinado como buque de entrenamiento de cadetes, realizando a tal fin diversos viajes por el Mediterráneo, mar Caribe, Estados Unidos y Rusia hasta mediados de marzo de 1914.
Con fecha 14 de agosto de 1914 es asignado al Grupo de Reconocimiento 5, realizando patrullas en el mar Báltico hasta finales de octubre, en que vuelve a Danzing para efectuar reparaciones. El 16 de noviembre de 1914 es vuelto a ser apartado del servicio activo, en parte por la falta de personal y por el escaso valor militar del buque en cuestión, siendo usado desde 1915 a 1919 como barracón flotante para las tripulaciones de torpederos. El 16 de diciembre de 1919 es definitivamente dado de baja y eliminado de la lista de buques de guerra, siendo posteriormente desguazado en Audorf a principios de 1920.

### Buques de la clase
• SMS Victoria Louise
• SMS Hertha
• SMS Freya
• SMS Vineta

### Listas relacionadas
Buques de la Kaiserliche Marine